# Sarphatistraat 13-15
Het complex Sarphatistraat 13-15 bestond uit een tweetal gebouwen aan de Sarphatistraat, hoek Amstel te Amsterdam-Centrum.
De gebouwen werden ontworpen door architect Edward Cuypers, die trouwens ook tekende voor Sarphatistraat 5 en Sarphatistraat 7. Cuypers' ontwerp was gebaseerd op een verzoek van Arthur Maurits Mendes de Leon (1856-1924) , een vooraanstaande gynaecoloog, die hier een privaatkliniek opstartte. Cuypers leverde daartoe een aantal bouwtekeningen in, waaruit blijkt dat de gebouwen bijzonder rijk geornamenteerd waren, zelfs torentjes ontbraken niet. 
De gynaecologiepraktijk werd al snel te klein en Mendes de Leon verhuisde zijn ziekenhuis naar wat later bekend zou worden als de Boerhaave kliniek, ontworpen door Joseph Cuypers, de neef van Eduard.
Op de plaats van deze privékliniek verscheen in de jaren vijftig van de 20e eeuw nieuwbouw. Sarphatistraat 13 kreeg daarbij de status van gemeentemonument.